# Slalomvärldsmästerskapen i kanotsport 2013
Slalomvärldsmästerskapen i kanotsport 2013 anordnades den 11-15 september i Prag, Tjeckien. 

## Medaljsummering

### Medaljtabell
| Pl.    | Nation         | Guld | Silver | Brons | Totalt |
| ------ | -------------- | ---- | ------ | ----- | ------ |
| 1      | Tjeckien       | 3    | 3      | 0     | 6      |
| 2      | Storbritannien | 2    | 1      | 1     | 4      |
| 3      | Australien     | 2    | 0      | 0     | 2      |
| 4      | Slovakien      | 1    | 2      | 1     | 4      |
| 5      | Frankrike      | 1    | 1      | 3     | 5      |
| 6      | Italien        | 1    | 0      | 0     | 1      |
| 7      | Tyskland       | 0    | 2      | 2     | 4      |
| 8      | Polen          | 0    | 1      | 1     | 2      |
| 9      | Slovenien      | 0    | 0      | 2     | 2      |
| Totalt | Totalt         | 10   | 10     | 10    | 30     |

### Herrar
| Gren    | Guld                                                                                                | Poäng  | Silver | Poäng  | Brons                                                                                                  | Poäng  |
| C-1     | David Florence (GBR)                                                                                | 102,53 | Alexander Slafkovský (SVK)                                                                                  | 103,36 | Benjamin Savšek (SLO)                                                                                  | 105,79 |
| C-1 lag | Slovakien Michal Martikán Alexander Slafkovský Matej Beňuš                                          | 118,98 | Tyskland Sideris Tasiadis Jan Benzien Franz Anton                                                           | 119,77 | Frankrike Denis Gargaud Chanut Jonathan Marc Nicolas Peschier                                          | 122,84 |
| C-2     | Storbritannien David Florence Richard Hounslow                                                      | 114,10 | Tjeckien Jaroslav Volf Ondřej Štěpánek                                                                      | 114,14 | Slovakien Ladislav Škantár Peter Škantár                                                               | 115,63 |
| C-2 lag | Tjeckien Ondřej Karlovský & Jakub Jáně Jonáš Kašpar & Marek Šindler Jaroslav Volf & Ondřej Štěpánek | 130,54 | Slovakien Pavol Hochschorner & Peter Hochschorner Ladislav Škantár & Peter Škantár Tomáš Kučera & Ján Bátik | 136,89 | Storbritannien David Florence & Richard Hounslow Rhys Davies & Matthew Lister Adam Burgess & Greg Pitt | 141,59 |
| K-1     | Vavřinec Hradilek (CZE)                                                                             | 94,52  | Jiří Prskavec (CZE)                                                                                         | 95,90  | Mateusz Polaczyk (POL)                                                                                 | 95,98  |
| K-1 lag | Italien Daniele Molmenti Andrea Romeo Giovanni De Gennaro                                           | 109,60 | Polen Grzegorz Polaczyk Mateusz Polaczyk Dariusz Popiela                                                    | 111,10 | Frankrike Boris Neveu Étienne Daille Mathieu Biazizzo                                                  | 112,12 |

### Damer
| Gren    | Guld                                                        | Poäng  | Silver                                                   | Poäng  | Brons                                            | Poäng  |
| C-1     | Jessica Fox (AUS)                                           | 126,09 | Mallory Franklin (GBR)                                   | 139,08 | Caroline Loir (FRA)                              | 139,75 |
| C-1 lag | Australien Jessica Fox Rosalyn Lawrence Alison Borrows      | 164,85 | Tjeckien Kateřina Hošková Monika Jančová Anna Koblencová | 166,34 | Tyskland Mira Louen Lena Stöcklin Karolin Wagner | 174,75 |
| K-1     | Émilie Fer (FRA)                                            | 115,74 | Nouria Newman (FRA)                                      | 117,94 | Jasmin Schornberg (GER)                          | 118,99 |
| K-1 lag | Tjeckien Štěpánka Hilgertová Kateřina Kudějová Eva Ornstová | 127,55 | Tyskland Jasmin Schornberg Claudia Bär Cindy Pöschel     | 138,72 | Slovenien Urša Kragelj Eva Terčelj Ajda Novak    | 138,94 |